# Paranthrene tristis
Paranthrene tristis is een vlinder uit de familie wespvlinders (Sesiidae), onderfamilie Sesiinae.
Paranthrene tristis is voor het eerst wetenschappelijk beschreven door Le Cerf in 1917. De soort komt voor in het Oriëntaals gebied.